# 村沢義二郎

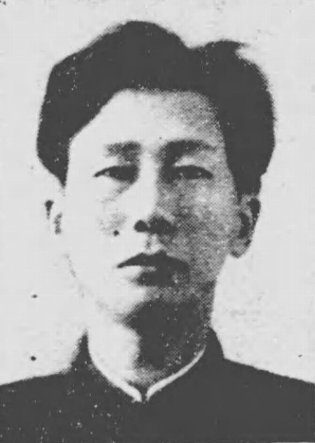
村沢義二郎

村沢 義二郎（むらさわ ぎじろう、1907年（明治40年）3月18日 – 1965年（昭和40年）11月30日）は、日本の衆議院議員。弁護士。

## 経歴
石川県金沢市出身。専門学校検定試験（専検）、高等試験司法科試験に合格。金沢市に弁護士事務所を開いた。大政翼賛会石川県支部庶務部長を務めた。
1942年（昭和17年）、第21回衆議院議員総選挙において石川1区から翼賛政治体制協議会の推薦を受け、出馬し、当選を果たした。1945年9月6日、敗戦の責任をとるとして辞職願を提出し、同年12月1日に許可された。
戦後、公職追放となり、1951年（昭和26年）、追放解除となった。

## 著作
- 『村沢義二郎先生随想集』梵人会、1966年。
- 村沢義二郎先生遺稿集出版委員会編『冬から春へ：村沢義二郎遺稿集』北国出版社、1969年。